# مشوك
المشوك هو من الحلويات التقليدية الخالية من الدقيق، وهي نموذجية لمدينة الجزائر، وتعني في اللغة العامية الجزائرية الشائكة.

## الوصف
هو نوع من الحلوى الصغيرة على شكل صخرة مصنوعة من مسحوق اللوز المخلوط بالبيض والسكر، بنكهة قشر الليمون الفانيلايا
يتم تغليف التحضير باللوز المقشر أو المطحون أو المقشر، ويوضع مثل القشور، مما يعطي مظهرًا شائكًا لهذه الكعكة، ومن هنا جاء اسمها في اللغة العربية الجزائرية، مشويك و لتزيين، يتم وضع الكرز الأحمر المسكر أو اللوز فوق الكعكة، مما يذكرنا بالماضي العثماني للمدينة والذوق الرفيع النموذجي للحلويات فيها.

## طريقة التحضير
يُصنع المشكوك الحقيقي من اللوز ولا يحتوي أبدًا على أي نوع من الدقيق. ومع ذلك، هناك أشكال أخرى من mchewek، مع مصطلح "mchewek وهمية". في هذه الاختلافات، يتم استبدال اللوز بالجوز والفول السوداني وحتى جوز الهند والدقيق والعسل